# 1851 в Україні

## Пам'ятні дати та ювілеї
- 825 років з часу укладення між князями Ярославом Мудрим та Мстиславом Хоробрим угоди, за якою Мстислав отримав у правління лівобережжя Дніпра. Княжим містом Мстислава був Чернігів у 1026 році.
- 775 років з часу у 1076 році:
  - зведення на київський престол князя Всеволода Ярославича після смерті його брата Святослава Ярославича у 1076 році.
  - створення «Ізборника» для князя Святослава Ярославича.
- 625 років з часу міжусобної війни між князями Олегом Курським та Михайлом Всеволодовичем за Чернігів, яку виграв останній у 1226 році.
- 475 років з часу захоплення Любартом Гедиміновичем галицького князівського престолу у 1376 році.
- 450 років з часу підпорядковання Київській митрополії Галицької у 1401 році.
- 325 років з часу загарбання західної частини Закарпаття австрійськими Габсбургами, а східної — Трансільванським князівством у 1526 році.
- 275 років з часу заснування Острозької школи — першого навчального закладу університетського рівня на території України у 1576 році.
- 225 років з часу 1626 році:
  - походу флотилії гетьмана Михайла Дорошенка на Трапезунд, Синоп і Самсонів (Самсун);
  - заснування Немирівського церковного братства для боротьби проти католизації і ополячення.
- 200 років з часу у 1651 році:
  - війська під проводом Богдана Хмельницького зазнали поразки в Битві під Берестечком (28 червня);
  - відбулася Битва під Лоєвом 6 липня 1651 року.
  - відбулася Битва під Білою Церквою, що не визначила переможця (23 — 25 вересня);
  - Гетьман Богдан Хмельницький підписав з поляками Білоцерківський мирний договір (28 вересня);
- 175 років з часу у 1676 році:
  - завершення польсько-турецької війни за Правобережну Україну;
  - укладення Журавненської мирної угоди між Річчю Посполитою та Османською імперією (17 жовтня);
  - початку Московсько-турецької війни (1676—1681 років);
  - захоплення військами лівобережного гетьмана Івана Самойловича разом із моковськими Чигирина в ході Чигиринських походів;
  - відмови Петра Дорошенка від гетьманства у 19 вересня 1676 року (був вивезений до Москви).
- 150 років з часу у 1701 році:
  - запровадження указом гетьмана Івана Мазепи дводенної панщини — першої закондавчо оформленої спроби закріпачення селян на території України;
  - отримання Києво-Могилянськоїою колегією статусу академії[1].
- 75 років з часу у 1776 році:
  - виходу першого примірника «Gazette de Leopol» у Львові — першого відомого періодичного видання на території України (15 січня);
  - відправлення останнього українського кошового отамана Петра Калнишевського на Соловецькі острови 29 липня 1776 року, де він провів в ув'язненні 25 років. Монастирському керівництву було наказано утримувати Калнишевського «без відпусток із монастиря, заборонити не лише листування, але ще й спілкування з іншими персонами і тримати під вартою солдат монастиря».
- 25 років з часу завершення повстання Чернігівського полку 4 січня 1826 року.

### Видатних особистостей

#### Народились
- 775 років з дня народження (1076 рік):
  - Мстислав I Володимирович (Великий) — Великий князь Київський; син Володимира II Мономаха та Ґіти — дочки англійського короля Гарольда II, останній князь, що утримував єдність Київської держави.
- 325 років з дня народження (1526 рік):
  - Костянтин Василь Острозький — воєнний, політичний і культурний діяч Великого Князівства Литовського, воєвода Київський, маршалок Волинський, засновник Острозької академії, видавець Острозької Біблії; син гетьмана Костянтина Острозького.
- 200 років з дня народження (1651 рік):
  - Димитрій Туптало (Данило Савич Туптало) — український та російський церковний діяч, вчений, письменник і проповідник, богослов.
- 150 років з дня народження (1701 рік):
  - Григорович-Барський Василь Григорович — український письменник, мандрівник.
- 100 років з дня народження (1751 рік):
  - Бортнянський Дмитро Степанович — український композитор, диригент, співак.
- 50 років з дня народження (1801 рік):
  - Остроградський Михайло Васильович — український математик, викладач Колегії Анрі IV (Париж), професор Петербурзького університету та Морського кадетського корпусу, член Петербурзької АН (з 1830 р.), Паризької (з 1856 р.), Римської й Туринської Академій наук.
  - Даль Володимир Іванович — російський та український лексикограф, етнограф, письменник (Тлумачний словник живої великоруської мови).
- 25 років з дня народження (1826 рік):
  - Куїловський-Сас Юліян — український церковний діяч, греко-католицький митрополит.

#### Померли
- 775 років з часу смерті (1076 рік):
  - київського князя Святослава Ярославича (Святослава II) — князя чернігівського (1054—1073 рр.), великий князь київський (1073-76 рр.); син Ярослава Мудрого. 942 роки тому, в 49 років (нар. 1027 р.).
- 275 років з часу смерті (1576 рік):
  - Богдан Ружинський — низовий запорозький гетьман (1575—1576).
- 150 років з часу смерті (1701 рік):
  - Дем'ян Многогрішний (Дем'ян Гнатович Ігнатович), гетьман Лівобережної України (1669—1672 рр.)

## Народились
- 14 січня, Левицький Венедикт (1873—1851) — український греко-католицький церковний діяч, педагог, професор і ректор Львівського університету (1829—1830).
- 26 січня, Аркадій (Карпинський) (1851—1913) — український релігійний та освітній діяч у Російській імперії. Християнський місіонер у Киргизстані та Узбекистані. Ректор Могилівської духовної семінарії. Єпископ Російської православної церкви (безпатріаршої).
- 3 березня, Шульгин Яків Миколайович (1851—1911) — український історик, педагог, громадсько-культурний діяч родом з Києва, співтворець культурного відродження України кінця XIX — початку XX століть.
- 16 березня, Струков Ананій Петрович (1851—1922) — катеринославський поміщик, маршалок шляхти Катеринославської губернії.
- 20 березня, Ісмаїл Гаспринський (1851—1914) — кримськотатарський просвітитель, письменник, педагог, культурний та громадсько-політичний діяч. Засновник пантюркізму.
- 14 квітня, Холодовський Микола Іванович (1851—1933) — генерал-лейтенант, генерал від артилерії.
- 17 травня, Михаловський Олександр Костянтинович (1851—1938) — польський піаніст, композитор, педагог.
- 21 травня, Миколай (Зьоров) (1851—1915) — єпископ Російської православної церкви; з квітня 1908 архієпископ Варшавський та Привисленський. Член Державної ради, російської імперії.
- 23 травня, Генрик Кадий (1851—1912) — польський професор описової анатомії і патології, ректор Львівського університету (1898—1899). Спричинився до піднесення ветеринарної медицини до рангу університетських дисциплін.
- 28 червня, Підвисоцький Кость Осипович (1851—1904) — український актор, режисер, драматург.
- 6 липня, Левинський Іван Іванович (1851—1919) — український архітектор, педагог, підприємець, громадський діяч.
- 13 липня, Кравчинський Сергій Михайлович (1851—1895) — революціонер-народник, письменник.
- 25 липня, Красовський Михайло Васильович (1851—1911) — державний, громадський і політичний діяч, таємний радник, землевласник.
- 6 серпня, Кочура Михайло Федорович (1851 — після 1932) — український культурний діяч, письменник, поет.
- 20 серпня, Бродський Ераст Костянтинович (1851—1919) — український землевласник, громадський діяч та меценат, дійсний статський радник.
- 23 серпня, Олександр (Петровський) (1851—1940) — єпископ Російської Православної Церкви; з 20 травня 1937 року архієпископ Харківський.
- 28 серпня, Телішевський Костянтин (1851—1913) — український галицький правник, громадський діяч. Цісарсько-королівський нотар.
- 29 серпня, Желябов Андрій Іванович (1851-18851) — революціонер-народник, один з керівників партії «Народна Воля».
- 8 вересня, Ковалевський Максим Максимович (1851—1916) — український правник, соціолог, історик, суспільний і політичний діяч; академік Петербурзької АН та інших численних товариств і академій, професор Московського та Петербурзького університетів, університетів у Стокгольмі, Оксфорді.
- 26 вересня, Калачевський Михайло Миколайович (1851—1907) — український композитор, піаніст, музично-громадський діяч та юрист.
- 27 вересня, Бразоль Сергій Євгенович (1851 — після 1851) — громадський діяч, чиновник, гофмейстер Миколи ІІ.
- 5 жовтня, Плацид Дзівінський (1851—1936) — математик, доцент математики, професор, декан відділу будівництва, декан відділу технічної хімії, почесний професор, ректор Львівської політехніки (1893—1894), редактор «Czasopisma Technichnego» у 1889—1894 роках.
- 6 жовтня, Лизогуб Федір Андрійович (1851—1928) — український громадський і політичний діяч. У 1901—1915 роках — голова Полтавської губернської земської управи. У 1918 р. був міністром внутрішніх справ і з 24 жовтня 1918 — головою Ради міністрів Української держави.
- 17 жовтня, Пігуляк Єротей Григорович (1851—1924) — педагог, публіцист, поет, прозаїк, громадський та політичний діяч Буковини.
- 18 жовтня, Крушевський Микола В'ячеславович (1851—1887) — мовознавець, фольклорист, перекладач, спеціаліст з загального та індоєвропейського мовознавства, співавтор поняття «фонема».
- 1 листопада, Герштанський Дем'ян Йосипович (1851—1936) — православний священник, громадський діяч.
- 1 листопада, Манжура Іван Іванович (1851—1893) — український поет, фольклорист, етнограф, журналіст, лексикограф, перекладач з російської та німецької мови.
- 13 грудня, Синьогуб Сергій Силович (1851—1907) — поет, народник, входив до гуртка «чайковців».
- 19 грудня, Гінсбург Мойсей Якимович (1851—1936) — підприємець, меценат, дійсний комерційний радник.
- 19 грудня, Шапіров Борис Михайлович (1851—1915) — російський військовий лікар-організатор, санітарний інспектор Окремого корпусу прикордонної варти (1896—1912), голова лікувальної комісії Головного управління Російського товариства Червоного Хреста.
- Броніслав Бауер (1851 — після 1939) — львівський архітектор.
- Білецький Микола Федорович (1851—1882) — український зоолог і фізіолог.
- Вагилевич Михайло (1851—1812) — український письменник, педагог, громадський діяч.
- Жебуньов Леонід Миколайович (1951—1919) — публіцист, громадський діяч, учасник українського національного руху.
- Захарко Іван (1851—1919) — український актор, режисер та видавець.
- Котелянський Лев Осипович (1851—1879) — російський письменник.
- Лисенко Андрій Віталійович (1851—1910) — український лікар, громадський діяч, молодший брат Миколи Лисенка.
- Неплюєв Микола Миколайович (1851—1908) — богослов, громадський діяч, педагог і мислитель.
- Султанський Йосип Ісаакович (1851—1924) — старший газзан і вчитель-меламед в Києві, видатний караїмський проповідник, співець-метпаллелев, вчений і педагог.
- Цакні Микола Петрович (1851—1904) — діяч революційного руху 19 ст., член московського гуртка «чайковців», народоволець. Літератор, видавець та редактор «Південного Огляду».

### Померли
- 5 травня, Карл Кебах (1799—1851) — ботанік, садівник. Створював Воронцовський парк у Алупці; головний садівник Південного берега Криму.
- 19 жовтня, Соленик Карпо Трохимович (1811—1851) — український актор-комік, майстер імпровізації, один із засновників українського реалістичного театру.
- 24 жовтня, Кобилиця Лук'ян (1812—1851) — громадський і політичний діяч, керівник селянського руху на теренах австрійської частини Буковини в 1840-х рр.
- Мелетій Носков (1766—1851) — виконувач обов'язків ректора Києво-Могилянської академії, архімандрит Київського Видубицького, Чернігівських Домницького та Єлецького, Острозького Спаського, Лубенського Мгарського монастирів.
- Рудиковський Остап Петрович (1784—1851) — український військовий медик, поет, казкар.

## Засновані, створені
- Київське дворянське зібрання
- Лікарня для прочан та мандрівників (Київ)
- Опілля (пивоварня)
- Харківська державна зооветеринарна академія
- Церква Покрови Пресвятої Богородиці (Білоберізка)
- Церква Преображення Господнього (Тернопіль)
- Буцневе
- Максимовичі (Поліський район)
- Смоляне (Запорізький район)